# Giacomo Castriotto
Giacomo Castriotto, né Iacopo Fusto (parfois désigné sous le nom de Giacomo Fusto Castriotto), de la famille noble urbinate des Fusti, à Urbino en 1510, mort à Calais en 1563, est un capitaine et ingénieur militaire italien

## Biographie
Après son mariage avec un descendant de la Scandenberg, il prit le nom de Castriotto, d'abord conjointement avec son nom de famille puis il n'a conservé que le nom de Castriotto.
Il a travaillé comme ingénieur militaire dans le royaume de Naples.
Il est au service des États de l'Église entre 1542 et 1549. Il est ingénieur militaire des papes Paul III et Jules III. Il aménage le château Saint-Ange en 1544 pour en faire une citadelle bastionnée. En 1545, le pape Paul III lui demande de renforcer le château de Sermonetta. À la fin de 1549, il est de retour près d'Urbino.
En 1551, il a participé à un siège de Mirandola que fait le pape Jules III contre Ludovic Pic de la Mirandole qui s'était allié aux Farnèse et au roi de France, Henri II.
En 1553, il est au service de Cosme Ier de Médicis dans la guerre qu'il mène contre Sienne. En mars, il est à  Monticchiello, Castiglione d'Orcia et de Montalcino, du Val d'Orcia.
En 1555 et 1556, il est encore au service du pape pour construire des châteaux dans la campagne romaine.
En 1556, il est entré au service du roi Henri II avec le titre d'Ingénieur du Roi très Chrétien, peut-être par l'intermédiaire du maréchal de Thermes qu'il a connu pendant la guerre contre Sienne. Il a participé aux discussions entre le duc de Guise, l'amiral de Coligny et le connétable de Montmorency sur la défense de Saint-Quentin. Après la perte de la ville, il est au siège et à la prise de Calais, en 1558 et au siège de Thionville.
Après le traité de Cateau-Cambrésis, en 1559, il devient surintendant général des forteresses du royaume. Il a été employé sur plusieurs fortifications en Languedoc, Provence, Lyonnais, Champagne, Picardie et Normandie. À partir de 1560, après que le roi François II a décidé de raser l'ancien fort pour construire une citadelle, il va travailler sur les fortifications de la ville de Calais avec Jean Errard.

## Publication
- Girolamo Maggi (1523-1572), Giacomo Castriotto, Della fortificatione delle città si contiene tutto quello di più importanza que fino ad hora è stato scritto di questa materia, 3 tomes, Venise, 1564